# Eugenia Gertsyk
Eugenia Gertsyk (Alexandrov, 12 de outubro de 1878 - Zelenaya Steppe, 20 de janeiro de 1944) foi uma notável tradutora russa e figura literária da Idade da Prata. Desde o fim da URSS, ela se tornou conhecida por suas memórias e extensa correspondência por carta, que fornece um vislumbre único dos anos entre guerras do passado da Rússia.

## Primeiros anos
Eugenia Kazimirovna Gertsyk nasceu em 12 de outubro 1878 em Alexandrov no Governorado de Moscou, Império Russo. Era filha de Sofia Maximilianovna (nascida Tidebel) e Kasimir Antonovich Lubny-Gertsyk. Seu pai era descendente de uma família nobre polaco-lituana empobrecida e trabalhou como engenheiro para a ferrovia, chefiando a construção da linha Moscou-Yaroslavl. Sua mãe, que morreu quando Gertsyk e sua irmã, Adelaida, eram crianças, era de ascendência alemã e suíça. Embora a família fosse inteiramente russificada, eles eram luteranos. Após a morte de sua mãe em 1880, o pai de Gertsyk se casou novamente com Eugenia Antonovna Vokach e um meio-irmão Vladimir nasceu em 1885.
Por causa da natureza do trabalho de seu pai, Gertsyk cresceu se mudando com frequência, enquanto seu pai construía a ferrovia. Após seu nascimento em Alexandrov, eles viveram em Moscou e depois voltaram para Alexandrov, e mais tarde Sevastopol e Yuriev-Polsky. Todas as crianças receberam uma ampla educação infantil de tutores e governantas, que incluiu o estudo de cinco línguas, incluindo inglês, francês, alemão, italiano e polonês. Eles também viajaram pela Europa para vivenciar diversas culturas durante a infância. Gertsyk continuou sua educação estudando história e filosofia entrando nos Cursos Bestuzhev em 1901, nos quais ela se graduou com honras em 1905.

## Carreira
Gertsyk começou sua carreira como tradutora, trabalhando em traduções de escritores como Edward Carpenter, Joris-Karl Huysmans, William James e Friedrich Nietzsche, entre outros. Ela também escreveu traduções com sua irmã das obras de Jean-Marie Guyau, Immanuel Kant e Nietzsche. Ela publicou ensaios e artigos críticos, como Бесоискательство в тихом омуте (Não reivindicado em uma piscina tranquila), publicado em 1906 na revista Golden Fleece sobre Dmitri Merezhkovsky. Em 1906 e novamente em 1913, ela viajou para Roma, descrevendo suas impressões no ensaio Minha Roma. A segunda viagem foi feita após sua conversão do luteranismo à ortodoxia russa em 1911. Ela se tornou amiga íntima do poeta Viacheslav Ivanov, defendendo seu estilo classicista contra as tendências mais modernas da literatura russa  e escreveu um artigo Религия страдающего Бога (A religião do Deus sofredor) sobre ele.
Entre 1915 e 1917, ela morou com sua irmã Adelaida em sua casa em Moscou. Durante a Revolução Russa de 1917, toda a família, incluindo seu irmão, Vladimir e sua família, viveu em Sudak. A comunidade intelectual que vivia na Crimeia incluía pessoas como a atriz Lyudmila Erarskaya, a poetisa Sophia Parnok, o compositor e músico Alexander Spendiarov, o poeta Maximilian Voloshin, e o trio, Polyxena Solovyova, sua parceira, Natalia Manaseina, e o marido de Manaseina Mikhail. Como um grupo, a comunidade intelectual trabalhou em produções para seu próprio entretenimento. Parnok e as duas irmãs Gertsyk escreveram versos, Spendiarov escreveu canções e Erarskaya encenou peças. Parnok viu Gertsyk como uma mãe espiritual, alguém que a estava ajudando a amadurecer em sua devoção. Cartas trocadas com outros intelectuais como Nikolai Berdyaev, que a chamou de "a mulher mais notável do século XX", e Lydia Berdyaev refletem sua natureza filosófica e busca para entender o lugar do homem no universo.
A casa da família em Moscou foi nacionalizada durante a guerra, forçando o clã Gertsyk a permanecer na Crimeia, apesar das condições desesperadoras e da fome. Sua irmã morreu em Sudak em 1925 e, no ano seguinte, o marido de Adelaide, Dmitry Evgenievich Zhukovsky, foi banido para o Oblast de Vologda. Em 1927, Gertsyk, junto com Vladimir, sua esposa inválida Lyubov Aleksandrovna e sua filha Veronika se mudaram para o Cáucaso. Gertsyk forneceu os cuidados constantes necessários para Lyubov Aleksandrovna, que tinha poliartrite, e ajudou a criar sua sobrinha. Eles viveram em vários lugares, como Kislovodsk, onde permaneceram por onze anos. Em seguida, eles viveram brevemente em Zelenchuk e Batalpashinsk, antes de se mudarem para a Reserva Central de Chernozem. Por volta dessa mesma época, Gertsyk começou a escrever suas memórias em 1936 e continuou sua ampla correspondência com muitos emigrados russos. Em 1941, a reserva foi evacuada e a família mudou-se para a pequena aldeia de Zelenaya Steppe. Durante a ocupação nazista, que durou de 1941 a 1943, sua cunhada morreu e Gertsyk terminou suas memórias.

## Morte e legado
Gertsyk morreu em 20 de janeiro de 1944 em uma fazenda na vila de Zelenaya Steppe no Oblast de Kursk. Durante sua vida, Gertsyk foi conhecida por suas traduções e salões intelectuais. Ela é mais conhecida hoje por suas várias memórias e coleções de cartas que foram publicadas e oferecem uma perspectiva única sobre a vida no período entre guerras. Uma parte de sua troca de cartas com Vera Grinevich está alojada na Casa dos Russos no Exterior de Alexander Solzhenitsyn.